# Humata chaerophylla
Humata chaerophylla là một loài dương xỉ trong họ Davalliaceae. Loài này được Mett. mô tả khoa học đầu tiên năm 1856.
Danh pháp khoa học của loài này chưa được làm sáng tỏ. 